# قالب:کاربر ویکی‌پروژه تهران/پرونده
الگو:صفحه مستندات

## استفاده
این یوزرباکس نشان‌دهنده مشارکت کاربر در ویکی‌پروژه شهرها برای بهبود مقالات مرتبط با تهران است.

## نحو
الگو:قالب:کاربر ویکی‌پروژه تهران

## نمونه
الگو:قالب:کاربر ویکی‌پروژه تهران

## دسته‌بندی
این یوزرباکس کاربران را به رده:مشارکت‌کنندگان ویکی‌پروژه شهرها اضافه می‌کند.

## پیوندهای مرتبط
- ویکی‌پروژه شهرها
- تهران
- ویکی‌پروژه ایران